# Kokamidopropyl betain
Kokamidopropyl betain známý také pod INCI názvem Cocamidopropyl betaine (CAPB) je směs blízce příbuzných organických sloučenin odvozených od kokosového oleje a dimethylaminopropylaminu. CAPB je komerčně dostupný ve formě viskózního světle žlutého roztoku a používá se jako povrchově aktivní látka v produktech osobní péče. Název odráží, že se vyrábí chemickou modifikací kokosového oleje. Kokamidopropylbetain do značné míry nahradil kokamid DEA.

## Výroba
Kokamidopropyl betain se vyrábí dvoustupňově. Prvním krokem je reakce primární aminoskupiny dimethylaminopropylaminu (DMAPA) s mastnými kyselinami (či jejich methylestery) z kokosového nebo palmojádrového oleje (hlavní složkou je kyselina laurová). Ve druhém kroku reaguje kyselina chloroctová s terciární aminoskupinou za vzniku kvartérní amoniové soli.
CH3[CH2]10CO2H + H2N[CH2]3N(CH3)2   →−H2O
CH3[CH2]10CONH[CH2]3N(CH3)2   ClCH2CO2H, NaOH→− NaCl, H2O
CH3[CH2]10CONH[CH2]3N+(CH3)2CH2CO2−

## Vlastnosti
CAPB je amid mastné kyseliny obsahující na jednom konci dlouhý uhlovodíkový řetězec a na druhém polární skupinu. Díky tomu je CAPB povrchově aktivní látka. Je to zwitterion, který se skládá jak z kvartérního amoniového kationtu, tak z karboxylátu.
CAPB je považován za středně silný tenzid s poměrně nízkou dráždivostí. Bylo ale reportováno, že u některých uživatelů způsobuje alergické reakce. V roce 2004 byl dokonce zvolen společností American Contact Dermatitis Society Alergenem roku. Nicméně jiná studie naznačuje, že tyto případy odpovídají spíše podráždění než pravé alergické reakci. Další výsledky poukazují, že za dráždivost jsou zodpovědné spíš nečistoty z výroby - amidoamin (AA) a dimethylaminopropylaminem (DMAPA). Pokud je obsah těchto nečistot nízký, CAPB má nízký senzibilizační potenciál.

## Využití
Kokamidopropyl betain se používá v mycích prostředcích, jako jsou tekutá mýdla, sprchové gely nebo šampony. Lze ho použít jako hlavní tenzid, ale častěji se používá jako vedlejší tenzid pro zlepšení pěny, zahušťování a zmírnění dráždivosti aniontových tenzidů. V jiné kosmetice se používá jako emulgátor. Ve vlasových kondicionérech slouží také jako antistatický prostředek.
Mimo osobní péči nachází uplatnění i v jiných vědeckých oblastech. Používá se například jako ko-surfaktant s dodecylsulfátem sodným pro podporu tvorby hydrátu methanu.